# 데드 어게인 (2017년 영화)
데드 어게인(Dead Again)은 미국에서 제작된 데이브 실버맨 감독의 2017년 공포 영화이다. 김동준 등이 주연으로 출연하였다.

## 출연

### 주연
- 김동준
- 주아름
- 김성윤
- 하승리

### 조연
- 이한위
- 백봉기
- 김학룡
- 류성현
- 박경혜
- 이민우